# 터터바녀
터터바녀(헝가리어: Tatabánya)는 헝가리 북서부에 위치한 도시로, 코마롬에스테르곰 주의 주도이며 면적은 91.42km2, 인구는 70,003명(2012년 기준), 인구 밀도는 765.73명/km2이다. 게레체 산맥 부근에 위치하며 부다페스트에서 북서쪽으로 55km 정도 떨어진 곳에 위치한다. 빈과 부다페스트를 연결하는 고속도로와 철도가 지나간다. 1288년 문헌에 처음 등장했다.

## 자매 도시
- 독일 알렌
- 영국 크라이스트처치
- 미국 페어필드
- 러시아 그로즈니
- 러시아 이젭스크
- 폴란드 벵진
- 루마니아 오도르헤이우세쿠이에스크
- 불가리아 파자르지크